# San Giuliano di Puglia
San Giuliano di Puglia é uma comuna italiana da região do Molise, província de Campobasso, com cerca de 1.163 habitantes. Estende-se por uma área de 41 km², tendo uma densidade populacional de 28 hab/km². Faz fronteira com Bonefro, Casalnuovo Monterotaro (FG), Castelnuovo della Daunia (FG), Colletorto, Sant'Elia a Pianisi, Santa Croce di Magliano.

## História
A aldeia foi impactada pelo terremoto do Molise em 2002, quando uma escola desabou causando a morte de 27 crianças e de uma professora. A aldeia perdeu todas as crianças nascidas no ano de 1996.

## Demografia
| Variação demográfica do município entre 1861 e 2011                               |
|                                                                                   |
| Fonte: Istituto Nazionale di Statistica (ISTAT) - Elaboração gráfica da Wikipedia |